# L'Homme au petit chien
L'Homme au petit chien est un roman de l'écrivain belge Georges Simenon, publié en 1964.
Il écrit son roman à Noland, Échandens (canton de Vaud), en Suisse et le termine le 25 septembre 1963.

## Résumé
Félix Allard vit dans un modeste appartement de la rue des Arquebusiers avec, pour compagnon, son chien Bib.
Depuis sa sortie de prison, le suicide le hante, d'autant plus qu'un médecin ne lui a laissé que l'espoir d'une survie de deux ans. Dans un cahier d'écolier qu'il vient d'acheter, il se propose de raconter sa vie. 
Depuis huit ans, il travaille comme commis dans une librairie tenue par une femme autoritaire et lucide, la vieille Mme Annelet, qui a eu jadis une vie peu régulière. Petit à petit, on saura qu'Allard, avant d'exercer cet emploi, a purgé une peine de cinq ans de prison. Sa vie auparavant avait été sans grands
problèmes. Étudiant médiocre à la Sorbonne, il avait abandonné ses études pour reprendre, à la mort de son père, l'entreprise familiale de construction. Puis
ce fut, à trente ans, la rencontre d'Anne-Marie, épousée en trois mois. Les affaires prospèrent : Allard s'associe avec Cornille, ce qui lui permet de s'installer dans un luxueux appartement. Deux enfants naissent. 
Les sorties de nuit sont fréquentes. Anne-Marie est exubérante : elle aime boire, danser. Monique, la femme de Cornille, est plus calme, moins frivole. Et les
soirées se passent souvent pour Allard et Monique à regarder, lui, danser sa femme, elle, son mari. Un jour, Allard découvre que sa femme et Cornille se
rejoignent certains après-midi dans un hôtel de la rue de Longchamp. Félix retrouve le vieux revolver de son père, se rend à l'hôtel et abat son rival. 
En prison, il a eu le temps de réfléchir : finalement, n'était-il pas attiré vers Monique ? Son meurtre a-t-il eu pour vrai mobile la jalousie ? N'était-ce pas
plutôt l'humiliation ressentie en apprenant, dans une circonstance déplaisante, que Cornille le tenait pour « un imbécile vaniteux » ? Et cela, n'était-ce pas
l'atteindre au plus profond de sa dignité d'homme ?
Le hasard veut que la librairie où Allard travaille soit proche du quartier où
habitent sa femme avec ses enfants et Monique avec son fils. De les avoir
aperçus les uns et les autres, isolément dans la rue, lui donne envie de les
revoir, simplement pour les regarder vivre. On finit par le remarquer, toujours
avec son petit chien. Bien qu'on cherche à l'inquiéter, le fait d'écrire sa vie
semble l'avoir apaisé et, désormais, il apparaît résigné. 
Le 13 janvier, au coin du boulevard Beaumarchais, Félix Allard est renversé par un
autobus et tué sur le coup. Son petit chien, indemne, est conduit à la fourrière.

## Aspects particuliers du roman
Récit à la première personne sous
forme de journal intime, mêlant le présent (essentiellement ce qui a trait à la
vie de la librairie) et les souvenirs du narrateur. Sa mort accidentelle est
annoncée par un fait divers, reproduit fictivement d’un quotidien. 

## Fiche signalétique de l'ouvrage

### Cadre spatio-temporel
Paris (quartier du Marais). Du 13 novembre 1963 au 13 janvier 1964.

### Les personnages

#### Personnage principal
Félix Allard. Commis de librairie. Séparé de sa femme et de ses deux enfants. 48 ans.

#### Autres personnages
- Anne-Marie Varennes, épouse d’Allard
- Fernand Cornille et Monique, son épouse et puis sa veuve, deux enfants
- Clarisse Annelet, libraire, patronne d’Allard.

## Éditions
- Édition originale : Presses de la Cité, 1964
- Tout Simenon, tome 12, Omnibus, 2003  (ISBN 978-2-258-06053-1)
- Livre de Poche n° 32047, 2011  (ISBN 978-2-253-15838-7)
- Romans durs, tome 11, Omnibus, 2013  (ISBN 978-2-258-09398-0)
- Romans durs, tome 11, Omnibus, 2023  (ISBN 978-2-258-20268-9)

## Adaptation
Adapté pour la télévision en 1979, dans une réalisation de Jean-Marie Degesves, avec Gilles Ségal (Félix Allard), Ann Peterson (Mme Annelet).

## Source
- Maurice Piron, Michel Lemoine, L'Univers de Simenon, guide des romans et nouvelles (1931-1972) de Georges Simenon, Presses de la Cité, 1983, p. 222-223  (ISBN 978-2-258-01152-6)